# Caldwell (Idaho)
Caldwell é uma cidade localizada no estado americano de Idaho, no Condado de Canyon.

## Demografia
Segundo o censo americano de 2000, a sua população era de 25.967 habitantes. 
Em 2006, foi estimada uma população de 37.056, um aumento de 11089 (42.7%).

## Geografia
De acordo com o United States Census Bureau tem uma área de 
29,4 km², dos quais 29,4 km² cobertos por terra e 0,0 km² cobertos por água. Caldwell localiza-se a aproximadamente 708 m acima do nível do mar.

## Localidades na vizinhança
O diagrama seguinte representa as localidades num raio de 16 km ao redor de Caldwell. 